# Watervallibellen
De watervallibellen (Zygonyx) vormen een geslacht van libellen (Odonata) uit de familie van de korenbouten (Libellulidae).

## Soorten
Zygonyx omvat 20 soorten:
- Zygonyx asahinai Matsuki & Saito, 1995
- Zygonyx elisabethae Lieftinck, 1963
- Zygonyx eusebia (Ris, 1912)
- Zygonyx fallax (Schouteden, 1934)
- Zygonyx flavicosta (Sjöstedt, 1900)
- Zygonyx geminunca Legrand, 1997
- Zygonyx hova (Rambur, 1842)
- Zygonyx ida Hagen, 1867
- Zygonyx ilia Ris, 1912
- Zygonyx immaculata Fraser, 1933
- Zygonyx iris Selys, 1869
- Zygonyx luctifera Selys, 1869
- Zygonyx natalensis (Martin, 1900)
- Zygonyx pretentiosa Fraser, 1957
- Zygonyx ranavalonae Fraser, 1949
- Zygonyx regisalberti (Schouteden, 1934)
- Zygonyx speciosa (Karsch, 1891)
- Zygonyx takasago Asahina, 1966
- Zygonyx torridus (Kirby, 1889) – Watervallibel
- Zygonyx viridescens (Martin, 1900)